# Landesamt für Finanzen Rheinland-Pfalz
Das Landesamt für Finanzen Rheinland-Pfalz  (LfF) ist die Zentrale Besoldungs- und Versorgungsstelle für das Land Rheinland-Pfalz, in der alle mit der Besoldung, Vergütung, Entlohnung und Versorgung der Landesbediensteten zusammenhängenden Arbeiten durchgeführt werden.

## Entstehungsgeschichte
Bis 1968 waren alle Landesbehörden in Rheinland-Pfalz für die Besoldung ihrer Mitarbeiter selbst zuständig. Am 10. Juni 1968 wurde bei der Oberfinanzdirektion Koblenz eine Zentrale Besoldungs- und Versorgungsstelle (ZBV) eingerichtet. Damit sollte neben einer einheitlichen Rechtsanwendung auch eine Rationalisierung erreicht werden. 
In der Zeit von 1977 bis einschließlich 1995 oblag der ZBV auch die zentrale Abrechnung und Erstattung des Bundeskindergeldes für alle Beschäftigten des öffentlichen Dienstes in Rheinland-Pfalz. Seit 1992 war ein eigenes Beihilfereferat eingerichtet, das die Beihilfefestsetzung sämtlicher Landesbediensteter übernahm. Zuletzt kamen zum 1. Januar 2000 die Beihilfestellen der drei Bezirksregierungen in Trier, Neustadt an der Weinstraße und Koblenz hinzu. Seit dem  17. Januar 2000 residierte die Behörde geschlossen in der Hoevelstraße 10 in Koblenz.
Ab 1. Oktober 2012 wurde die ZBV auch für die Abrechnung der Reisekosten sowie für die Abrechnung von Trennungsgeld und Umzugskosten für die gesamte Landesverwaltung zuständig. Am 1. September 2014 wurde die ZBV aufgelöst. Gleichzeitig wurde zum 1. September 2014 das LfF errichtet, in das die bisherige Abteilung Zentrale Besoldungs- und Versorgungsstelle der Oberfinanzdirektion Koblenz sowie das Amt für Wiedergutmachung in Saarburg eingegliedert wurden.

## Zuständigkeit
Die Zuständigkeit des LfF ist in einer Zuständigkeitsverordnung geregelt. Diese Verordnung regelt auch eine Reihe von zusätzlichen Aufgaben, die mit der ursprünglichen Hauptaufgabe verwandt bzw. verknüpft sind. Dazu gehören unter anderem die Erteilung von Auskünften an die Familiengerichte und die Geltendmachung von Schadensersatzansprüchen aus übergegangenem Recht. Der Präsident des LfF verwaltet auch den Finanzierungsfonds für die Beamtenversorgung des Landes Rheinland-Pfalz.